# 篠田政龍
篠田 政龍（政竜、しのだ まさたつ、1829年5月（文政12年4月）- 1893年（明治26年）5月31日）は、明治期の政治家。衆議院議員、鹿児島県南諸県郡大崎村長。

## 経歴
日向国諸県郡大崎郷仮宿村（現・鹿児島県曽於郡大崎町）で生まれた。漢学を修めた。
1862年（文久2年）大崎郷組頭に就任。以後、大崎常備隊小隊長、都城県第11大区長、第10大区長、第2大区長などを務めた。1880年（明治13年）鹿児島県会議員に選出され、同常置員にも在任。1890年（明治23年）第2代大崎村長に就任した。
1892年（明治25年）2月、第2回衆議院議員総選挙（鹿児島県第6区、中央交渉会）で当選し、その後、議員倶楽部に所属して衆議院議員に1期在任した。議員在任中の1893年5月に病のため死去した。